# Eleição municipal de Vitória em 2012
A eleição municipal de Vitória em 2012 ocorreu em dois turnos, sendo o 1º turno em 7 de Outubro e o segundo em 28 de outubro de 2012, para eleger um prefeito, um vice-prefeito e 15 vereadores no Município de Vitória, no estado do Espírito Santo, Brasil. A Ilha-capital do estado capixaba elegeu Luciano Rezende (PPS) como prefeito, com 49,28% dos votos válidos no 2º turno, e como vice prefeito Waguinho Ito, do PR.
Rezende disputou a prefeitura com outros 5 candidatos,  Luiz Paulo (PSDB),  Iriny Lopes (PT), Gustavo de Biase (PSOL), Montalvani (PRTB), e Edson Ribeiro, do PSDC. Jenner Rodrigues (PDT) também concorreria a eleição para prefeito, mas teve a sua candidatura indeferida por recurso. O prefeito de Vitória foi um dos 121 eleitos pelo Partido Popular Socialista dentre os 5.570 municípios do Brasil, comparado a 129 eleitos na eleição anteiror, em 2008. Dos 236 candidatos a vereadores para a Câmara Municipal de Vitória, o mais votado foi Fabrício Gandini, também do PPS, com 8.955 votos (4,92%).

## Antecedentes
Na eleição municipal de Vitória em 2008, Luciano Rezende  tentou a candidatura à prefeitura pela primeira vez, porém, foi eleito como prefeito João Coser (PT) logo no primeiro turno, com 65% dos votos, contra 31% de Luciano.
Em 2009, Rezende assumiu a Secretaria de Estado de Esportes e em 2012 lançou a sua segunda candidatura para prefeito, da qual saiu vitorioso.

## Eleitorado

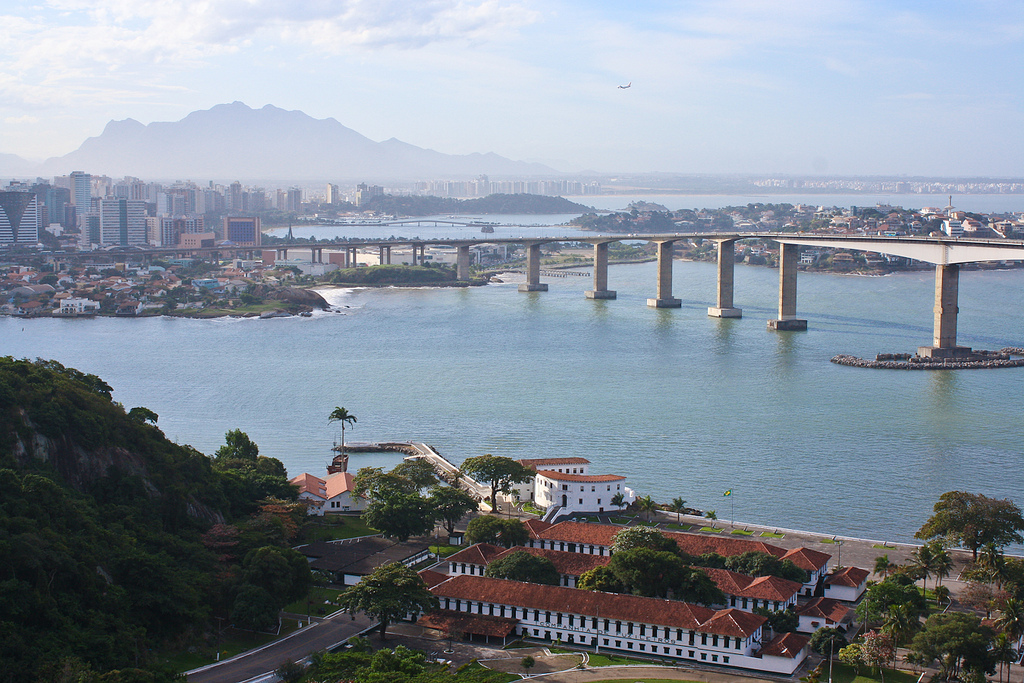
Vitória, Espírito Santo, Brazil, em 2009

O Eleitorado de Vitória é composto por 255.367 eleitores, o que equivale a 77,9% dos 327.801 habitantes da cidade, sendo que 205.970 deles compareceram ao 1º turno (correspondendo a 80,66% do eleitorado), e 200.758 no 2º turno (78,62%).

## Candidatos
Foram 6 os candidatos a prefeitura em 2012: Luciano Rezende (PPS), Luiz Paulo (PSDB),  Iriny Lopes (PT), Gustavo de Biase (PSOL), Montalvani (PRTB) e Edson Ribeiro (PSDC). Jenner Rodrigues da Silva (PDT)  também tentou a candidatura mas teve o pedido indeferido.
|  | Candidato(a)     | Vice                | Partido | Número | Coligação                                                           |
|  | ---------------- | ------------------- | ------- | ------ | ------------------------------------------------------------------- |
|  | Luiz Paulo       | Haroldo Rocha       | PSDB    | 45     | "Muito Mais para Vitoria" (PTB/ PMDB/ DEM/ PMN/ PTC/ PSDB/ PT do B) |
|  | Luciano Rezende  | Waguinho Ito        | PPS     | 23     | "Juntos para um Futuro Melhor" (PP/ PTN/ PSC/ PR/ PPS/ PHS/ PRP)    |
|  | Iriny Lopes      | Juarez Vieira       | PT      | 13     | "Mais Vitória pra Você" (PRB/ PT/ PSB/ PV/ PSD/ PC do B)            |
|  | Gustavo de Biase | Claudete Bispo      | PSOL    | 50     | PSOL                                                                |
|  | Montalvani       | Pr Enoque           | PRTB    | 28     | “Renova Vitoria” (PRTB/ PPL)                                        |
|  | Edson Ribeiro    | Paulão do Taxi      | PSDC    | 27     | “Por uma Vitória Maior” (PSL/ PSDC)                                 |
|  | Jenner da Silva  | Dr. Roberto Mariano | PDT     | 12     | PDT                                                                 |

## Campanha
A campanha eleitoral de Luciano Rezende (PPS) tinha como tema a  "mudança". Durante o primeiro turno, ele aparecia como segundo favorito nas pesquisas, mas reverteu o resultado terminando o 1º turno em primeiro lugar, à frente de seu adversário Luiz Paulo (PSDB). No segundo turno, a sua campanha foi alvo de ataques e questionamentos partidos do seu oponente, questionando sobre sua parceria com o senador Magno Malta. Luciano também foi alvo de interpelação na Justiça Eleitoral por dizeres proferidos contra o candidato Luiz Paulo em um debate, mas os questionamentos de Luiz Paulo  levaram a campanha de Luciano à Justiça, dando à Luciano um direito de resposta na televisão. Em entrevista para o G1, quando questionado sobre a nova aliança, e o distanciamento da aliança que mantinha com o ex governador do estado, respondeu: “Nós temos como aliado o povo de Vitória, e Deus, nos não temos dono. O que esta sendo colocado em redes sociais é uma tentativa de confundir as pessoas”. Segundo o candidato, sua campanha também foi vitima de panfletos insultantes, e telefonemas anônimos às casas de pessoas, por parte de uma empresa clandestina de Minas Gerais, que alegava que sua campanha estaria sendo financiada pelo ex prefeito João Coser (PT), e que suas alianças não eram legítimas. À isto, Rezende respondeu: "Temos história de posicionamentos livres. Isso não tem o maior cabimento, a Justiça Eleitoral desmentiu e nos deu direito de resposta".

### Plano de Governo
Luciano Rezende teve como uma de suas principais propostas lutar pelo fim das taxas de Marinha em imóveis da capital. No seu plano de governo, trouxe propostas como: a criação da Escola da Vida (instituição que abriga dependentes químicos e fornece tratamento, atividade esportiva, capacitação profissional, e apoio as famílias), e também  o Grupo Municipal Especial para prevenção, acolhimento e tratamento dos usuários de crack e outras drogas; instalar ciclovias em parceria com o governo do estado, juntamente com os corredores de ônibus exclusivos; ampliar o horário de atendimento das unidades de saúde, e garantir aos pacientes necessitados o acesso a medicamentos por entrega domiciliar; erradicar o analfabetismo adulto, já que em Vitória existem quinze mil adultos analfabetos; ampliar o programa de reforço escolar para alunos com dificuldade de aprendizagem, e garantir o ensino da cultura afro-brasileira e das culturas indígenas na rede municipal; resgate cultural e histórico do Centro de Vitória, por meio de ações integradas de infraestrutura, segurança, atividades socioeconômicas e entretenimento. Entre outras de suas propostas no plano de governo, estiveram também a construção  do centro Integrado de Apoio à Mulher Vítima de Violência, dando assistência médica e psicológica aos casos das mulheres, e melhorando o atendimento da delegacia, juizado, defensoria e promotoria de justiça especializadas; e o mapeamento dos pontos de emissão de partículas e gases no ar, identificando as fontes geradoras e estabelecendo um cronograma de redução de emissões, monitorando-os sistematicamente.
O programa de governo de Luiz Paulo teve como ideia central a “sustentabilidade”, ambiental, da segurança, da mobilidade urbana, da saúde, educação, administrativa e na geração de emprego. Entre suas propostas estavam: Implantar um programa de ajuste fiscal no município; Melhorar a gestão dos equipamentos de segurança para ação da guarda municipal nas situações de violência; assim como Rezende, planejava a instalação de ciclofaixas que dessem acesso aos estabelecimentos de comércio e serviços, e escolas, faculdades, academias e shoppings; redução de gastos e aumento dos investimentos na distribuição de medicamentos, melhorando o atendimento preventivo e a estrutura dos postos de saúde; retomar o projeto Rede Criança e a rede de proteção social da cidade, integrando os programas de transferência de renda do governo federal, com objetivo de erradicar a indigência e a pobreza extrema em Vitória; reurbanizar a costa oeste da cidade, implantando uma orla voltada para o turismo, com marina, bares e restaurantes; implantar um projeto de gestão de resíduos sólidos e líquidos, envolvendo reciclagem, reuso e reaproveitamentos energéticos. Sua meta era "fazer de Vitória a capital verde do País", resgatando a gestão das áreas verdes e dos parques da cidade, assim como a revitalização do centro histórico, e a implementação da captação de água de chuva nas residências nas comunidades de Vitória.

### Pesquisas
O Ibope divulgou o resultado da primeira pesquisa de intenção de voto sobre a disputa pela Prefeitura de Vitória em 18 de agosto de 2012. Luiz Paulo Vellozo Lucas apareceu com 46% de intenção de voto; Luciano Rezende  com 20% e Iriny Lopes com 14%. Edson Ribeiro, Gustavo De Biase, Jenner Dinho e Montalvani tiveram apenas 1% das intenções de voto. Aqueles que responderam votar nulo, branco ou em ninguém somam 12%. Não sabem, não responderam e indecisos são 6%. Em pesquisa de Rejeição liberada na mesma data, 31% dos entrevistados disse que não votaria em Iriny Lopes. Luciano Rezende  teve rejeição de 19% . Luiz Paulo, Edson Ribeiro e Montalvani tiveram respectivamente 18%, 11% e 8% de rejeição.  A pesquisa de intenção de voto feita para o segundo turno foi liberada em 26 de outubro de 2012,  e o candidato Luciano Rezende aparecia com 51% das intenções de voto. Luiz Paulo com 38%. Brancos e nulos somaram 6%, eleitores que não souberam ou não quiseram responder, 5%. A pesquisa foi realizada entre os dias 21 e 26 de outubro, e contou com 805 eleitores.
| Data de realização             | Data de divulgação     | Instituto | Número de registro no TRE | Entrevistados | Margem de erro | Candidato         | Candidato             | Candidato        | Candidato               | Candidato         | Candidato            | Não sabe/ Não respondeu | Brancos e nulos |
| Data de realização             | Data de divulgação     | Instituto | Número de registro no TRE | Entrevistados | Margem de erro | Luiz Paulo (PSDB) | Luciano Rezende (PPS) | Iriny Lopes (PT) | Gustavo de Biase (PSOL) | Montalvani (PRTB) | Edson Ribeiro (PSDC) | Não sabe/ Não respondeu | Brancos e nulos |
| ------------------------------ | ---------------------- | --------- | ------------------------- | ------------- | -------------- | ----------------- | --------------------- | ---------------- | ----------------------- | ----------------- | -------------------- | ----------------------- | --------------- |
| de 15 a 16 de agosto de 2012   | 18 de agosto de 2012   | Ibope     | ES-00036/2012             | 504           | ± 4%           | 46%               | 20%                   | 14%              | 1%                      | 1%                | 1%                   | 6%                      | 12%             |
| de 21 a 26 de setembro de 2012 | 26 de setembro de 2012 | Ibope     | ES- 00233/2012            | 805           | ± 3%           | 38%               | 51%                   |                  |                         |                   |                      | 5%                      | 6%              |

### Debates
No dia 4 de outubro de 2012 foi realizado o primeiro debate, pela TV Gazeta, com os seis candidatos à prefeitura de Vitória, que trocaram perguntas e respostas acerca dos temas: educação, saúde, mobilidade urbana, orçamento municipal, serviços, servidores municipais e segurança pública. O debate foi dividido em cinco blocos, e durou cerca de uma hora e trinta minutos. O debate para o segundo turno aconteceu no dia 26 de outubro de 2012, exibido pela TV Gazeta, e transmitido também pelo portal do G1. O debate foi dividido em três blocos, e durou cerca de 50 minutos.

## Resultados

### Prefeito
Luciano Rezende terminou o 1º turno das eleições, em 7 de outubro, com 39,14% dos votos, bastante próximo do segundo colocado, o Tucano Luiz Paulo, que teve 36,69% dos votos, sendo assim, houve a necessidade da realização de um segundo turno.
| Candidato(a)              | Vice                      | 1º Turno 7 de outubro de 2012 | 1º Turno 7 de outubro de 2012 |
| Candidato(a)              | Vice                      | Votação                       | Votação                       |
|                           |                           | Total                         | Porcentagem                   |
| ------------------------- | ------------------------- | ----------------------------- | ----------------------------- |
| Luciano Rezende (PPS)     | Waguinho Ito (PR)         | 73.757                        | 39,14%                        |
| Luiz Paulo Vellozo (PSDB) | Haroldo Rocha (PMDB)      | 69.143                        | 36,69%                        |
| Iriny Lopes (PT)          | Juarez Vieira (PSB)       | 34.689                        | 18,41%                        |
| Gustavo de Biase (PSOL)   | Claudete Bispo (PSOL)     | 7.664                         | 4,07%                         |
| Montalvani Lima (PRTB)    | Pr Enoque (PRTB)          | 2.219                         | 1,18%                         |
| Edson Ribeiro (PSDC)      | Paulão do Taxi (PSL)      | 975                           | 0,52%                         |
| Jenner da Silva (PDT)     | Dr. Roberto Mariano (PDT) | 0                             | 0%                            |
| Total de votos válidos    | Total de votos válidos    | 188.447                       | 91,50%                        |
| Votos em branco           | Votos em branco           | 7.525                         | 3,65%                         |
| Votos nulos               | Votos nulos               | 9.998                         | 4,85%                         |
| Total                     | Total                     | 205.970                       | 100%                          |
| Abstenções                | Abstenções                | 49.397                        | 19,34%                        |
| Votos apurados            | Votos apurados            | 205.970                       | 100%                          |
| Total de eleitores        | Total de eleitores        | 255.367                       | 100%                          |

No 2º turno das eleições, que ocorreu em 28 de outubro de 2012, Luciano Rezende foi eleito prefeito da cidade de Vitória pelo Partido Popular Socialista (PPS), com 49,28% dos votos válidos.
| Candidato(a)              | Vice                   | 2º Turno 28 de outubro de 2012 | 2º Turno 28 de outubro de 2012 |
| Candidato(a)              | Vice                   | Votação                        | Votação                        |
|                           |                        | Total                          | Porcentagem                    |
| ------------------------- | ---------------------- | ------------------------------ | ------------------------------ |
| Luciano Rezende (PPS)     | Waguinho Ito (PR)      | 98.937                         | 49,28%                         |
| Luiz Paulo Vellozo (PSDB) | Haroldo Rocha (PMDB)   | 88.687                         | 44,18%                         |
| Total de votos válidos    | Total de votos válidos | 187.624                        | 93,46%                         |
| Votos em branco           | Votos em branco        | 5.074                          | 2,53%                          |
| Votos nulos               | Votos nulos            | 8.060                          | 4,01%                          |
| Total                     | Total                  | 200.758                        | 100%                           |
| Abstenções                | Abstenções             | 44.941                         | 8,07%                          |
| Votos apurados            | Votos apurados         | 200.758                        | 78,62%                         |
| Total de eleitores        | Total de eleitores     | 255.367                        | 100%                           |

### Vereador
Dos 15 vereadores eleitos em 2012, 14 são homens e somente 1 mulher (Neuzinha, do PSDB). Apenas 4 dos vereadores eleitos eram da coligação de Luciano Rezende em 2012, 3 eram da coligação de Luiz Paulo e 7 da coligação de Iriny Lopes.
Dos 205.970 votos apurados, 182.124 foram válidos (88,42%), 13.689 brancos (6,65%) e 10.157 nulos (4,93%). Houve 59.583 abstenções (18,08%).